# Береговое (Волынская область)
Береговое (укр. Берегове) — село в Рожищенской городской общине Луцкого района Волынской области Украины.
До 2020 года входило в Рожищенский район.
Код КОАТУУ — 0724584102. Население по переписи 2001 года составляет 272 человека. Почтовый индекс — 45117. Телефонный код — 3368. Занимает площадь 1,314 км².